# 荔枝湾
荔枝湾（英語：Lychee Bay）是一個河涌，位于廣東省广州市荔湾区西关泮塘一带，有二千多年的历史，歷史上是有名消夏游乐地，素有小秦淮之称，荔湾区因此而命名。
荔枝湾是西关涌（包括上西关涌和下西关涌）和荔枝涌几条河汊的总称，范围大致为现时中山八路、荔湾湖公园、西郊等一带。其地处西关腹地，毗邻珠江，汇集众多名人、名园故址，是西关大屋、西关小姐、西关五宝、西关美食及粤剧曲艺等岭南广府文化风情荟萃之地，有“小秦淮”、“岭南第一胜景”之美称。

## 历史

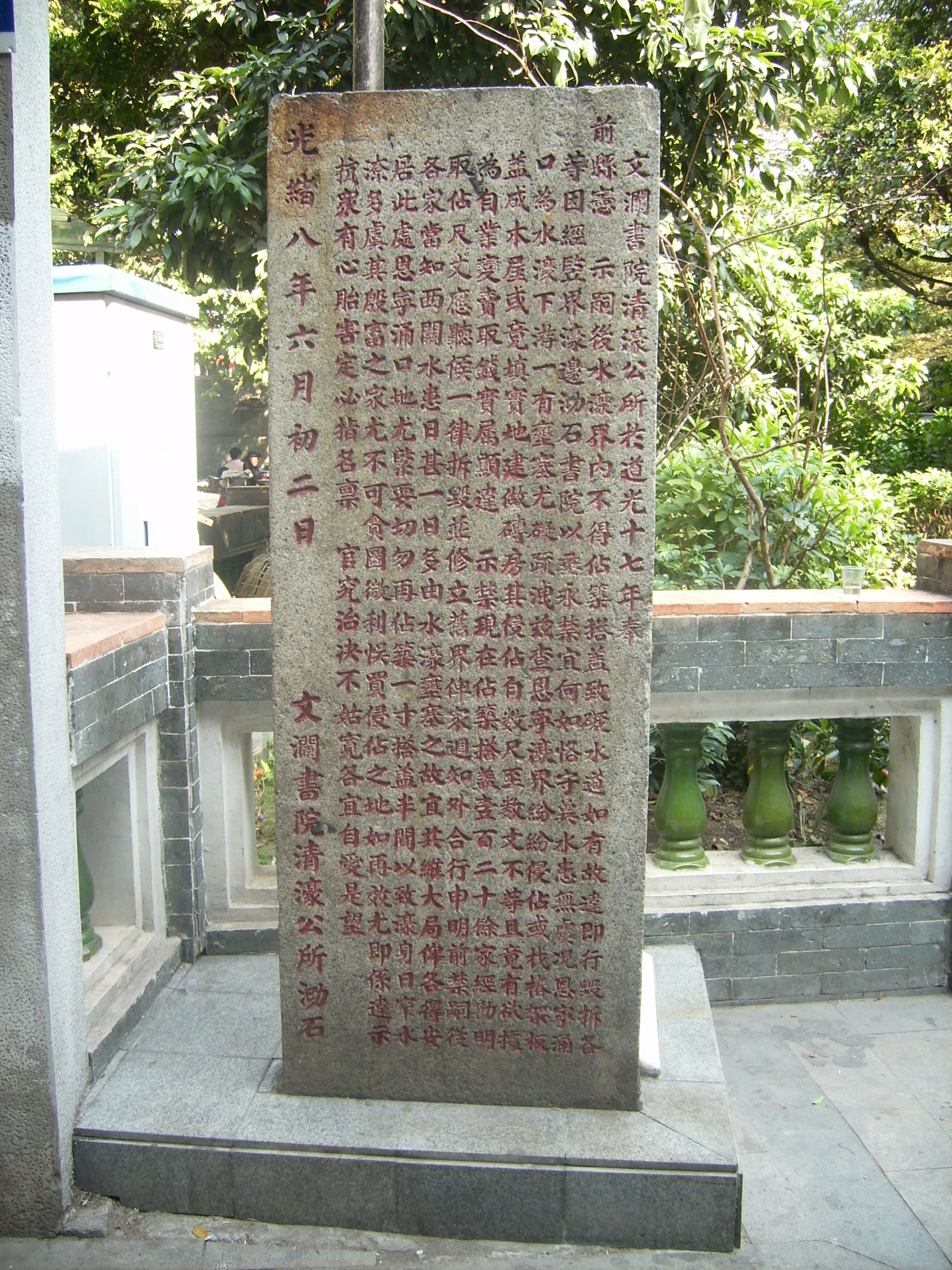
光緒八年（1882年）文瀾書院清濠公所所立石碑，記述舊日清理西關河湧事蹟。2007年尚立在荔枝灣，现已被移至永庆坊的荔枝湾游船码头旁。

相传在公元前206年，汉高祖刘邦派遣陆贾至广州向赵佗劝降，当时陆贾在现在的西村为驻地，他在驻地的附近，沿着溪湾种植荔枝及开辟莲塘，这就是荔枝湾的由来。
唐朝懿宗咸通年间，岭南节度使郑从谠在荔枝洲上构筑荔园，荔枝湾因而出名。
五代南汉后主刘鋹在荔枝湾建造显德园（今昌华苑），方圆20余里，每当荔枝熟时便与群臣游宴，称为“红云宴”。显德园已毁于北宋初期。元朝以昌华苑为御果园，改种柠檬，制成“渴水”，列为著名贡品之一。明朝以后，荔枝湾内庭园结构建筑渐多，并由皇朝禁地转为诗人雅集的胜地。据记载，当时著名的诗社有荔香园、彭园、绮澜堂、小画舫斋等，现今只留下小画舫斋故址。荔枝湾景色迷人，“荔湾渔唱”，成为明代羊城八景之一。
荔枝湾在古代其实并不限于今日的泮塘及荔湾湖一带。明代的“荔湾渔唱”，有“千里红云，八桥画舫”之称，可见西关涌外围都可称作荔枝湾，北至驷马涌（又名洗马或司马），南至黄沙。刘王花坞在泮溪（塘），唐荔园在郑公堤江边。《乾隆南海县志》称：“广四十里，袤五十里”。今驷马涌和上西关涌间，仍有“西苑地”及荔枝湾地名，表示唐、宋以来园林区所在。今天荔溪东约、南约、西约、简溪及泮塘五约围绕的这片古荔枝湾地（荔枝灣故道），當地人稱為舊荔枝灣。
今天的荔湾涌是专指泮塘口下的上西关涌出珠江水道的一段。
1927年5月尾，市政當局正式開放西關上九甫與下九甫新馬路（即上下九），開通後人力車與私家車均可直達避暑勝地荔枝灣。

### 改建公園
1958年，荔灣區人民政府根據城市建設總規劃，由廣州市市長朱光于當年4月4日主持開工典禮，組織全區官員、民眾以參與「義務勞動」名義，將荔枝灣與泮塘一帶的水田、魚塘、爛地築改建成四個人工湖，通稱荔灣人工湖，以緩解水浸西關的隱患。後1960年正式命名荔灣湖公園。院内有十多个人工湖，种有荔枝、杨桃、梅、莲等花果。

## 荔枝湾涌

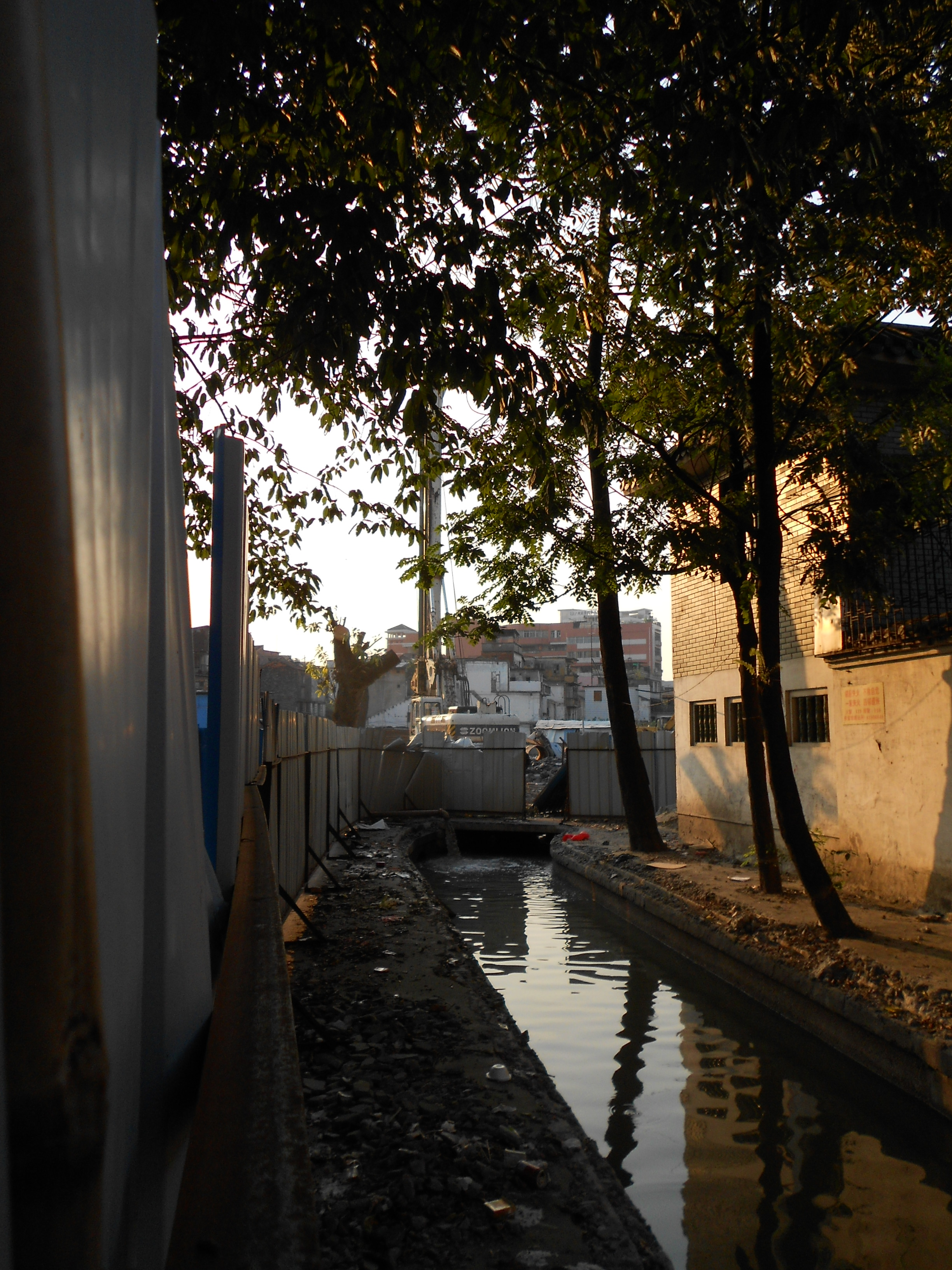
恩寧路泰华楼旁刚揭盖时的样子；2013年1月，揭盖复涌工程对泰华楼造成损坏，大量市民表示不满。

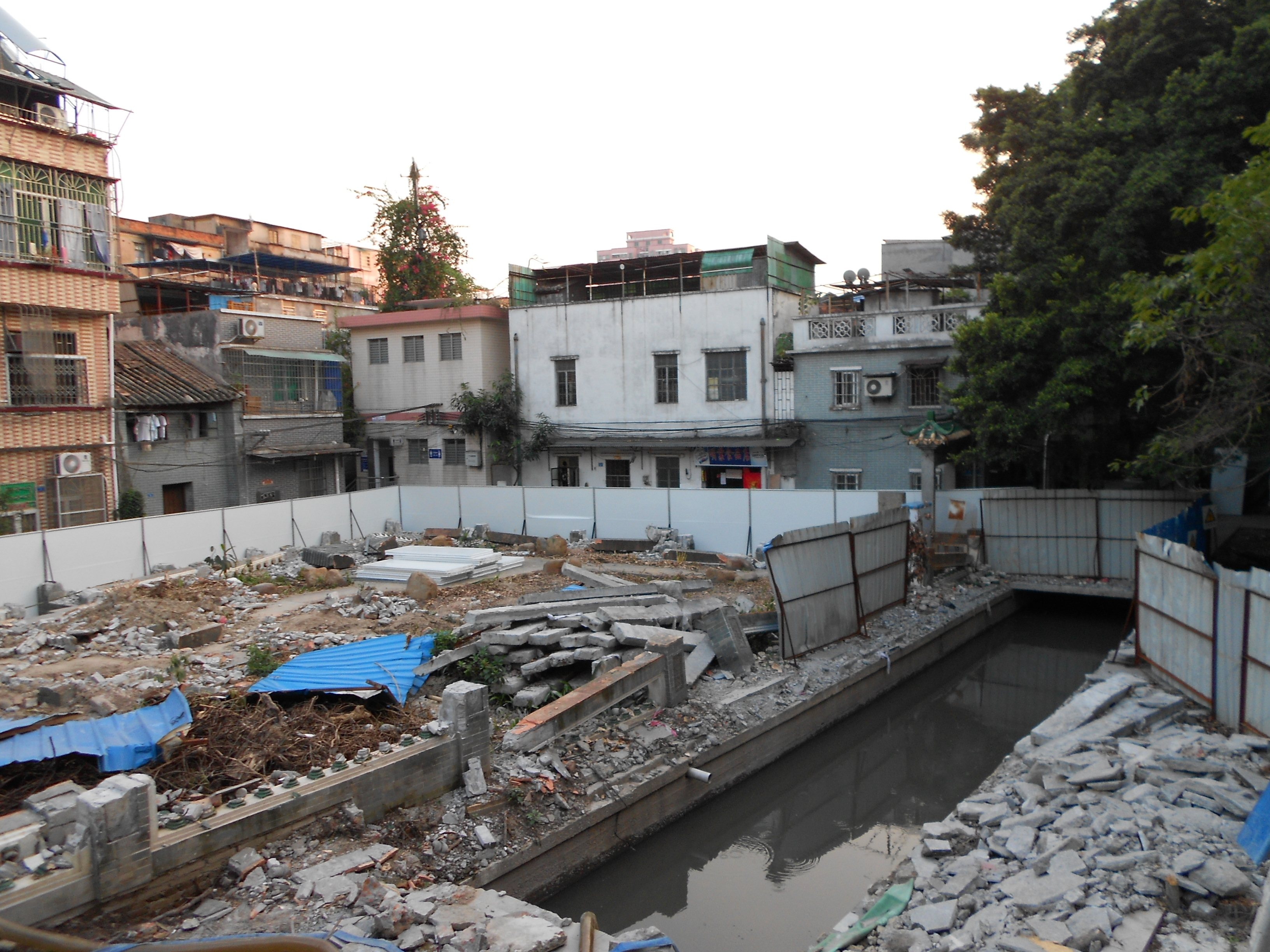
西關培正小學門口正對面的昌華涌紅雲苑，因進行揭蓋工程而被弄得支離破碎。

荔枝湾涌是对2010年当局在部分上西关涌和下西关涌重新揭盖的河段的俗称，而实际上并不存在这样一个地名。
1993年，上西关涌尾段因为污染严重、臭气熏天而被石板盖上，变成马路下的一条暗涌，而其上面的马路就命名为荔枝湾路。马路两旁亦变成了古玩街。
2010年4月，广州市政府对上西关涌进行了“揭盖复涌”的清淤工程，原来覆盖在河涌上的马路被拆除，以重现昔日“一湾溪（春）水绿，两岸荔枝红”的景色。11月，整治工程完工。目前荔枝湾涌分为两段，分别是揭盖前的荔湾涌以及揭盖后新开挖的荔枝湾涌。这两截河涌均为700多米，目前均与荔湾湖湖水实现了相连。
荔枝湾路复涌后，涌上重建了五座石桥方便市民出行。此五座桥中有三座沿用了原“西关八桥”的桥名。五桥沿荔枝湾涌自西向东分别命名为龙津、德兴（沿用原名）、大观（沿用原名）、至善和永宁桥（沿用原名）。古时西关有“十里红云，八桥画舫”的美景，例如在十八甫北河旁街附近的德兴桥，以前每逢二月庙会最鼎盛，曾留下“赛过波罗第八桥”的诗句。
据著名广州媒体人彭彭透露，本地街坊不满复涌后的风貌酷似江南水乡完全没有本土气息，苛刻者言两岸屋宇是“纸扎屋”。历史上的沿涌是并无建造物非常贴近涌岸。
另外复涌後，每逢下雨天，泮塘段沿线街巷就经常水浸，住地下的市民生活大受影响。
古时荔湾水道发达，很多西关人家的生活都离不开船只。现时荔枝湾涌已引入6艘花船，花船上有小姐做导游，在河道上介绍西关的风土人情。

## 鄰近古蹟
- 陈廉伯公馆
- 蒋光鼐故居 (广州)
- 梁家祠 (荔湾区)
- 广州文塔
- 仁威庙

## 附近設施
- 荔灣湖公園
- 泮溪酒家
- 大笪地
- 广州文津古玩城